# Lista över gästskådespelare i c/o Segemyhr
Det här är en lista över gästskådespelare som har gästat c/o Segemyhr. Cillas pappa, spelas i säsong 2 av Stig Wigstrand och i säsong 5 av Lars Amble. I serien spelar Per Svensson, i säsong 1 en larminstallatör, medan i säsong 4 som läraren, Andreas. Tomas Tivemark är inte krediterad som gästskådespelare i säsong 4 eller 5.

## Återkommande gästskådespelare
| Skådespelare        | Karaktär                  | Säsong        |
| ------------------- | ------------------------- | ------------- |
| Anne-Lie Rydé       | Irene (Antons mamma)      | Säsong 1–5    |
| Ann Petrén          | Bibbi (Fredriks syster)   | Säsong 1–2    |
| Claus Bue           | Terapeuten                | Säsong 3      |
| Geir Atle Johnsen   | Bødvar                    | Säsong 3      |
| Helena af Sandeberg | Emma                      | Säsong 1–2    |
| Ingela Olsson       | Lillemor                  | Säsong 4–5    |
| Källa Bie           | Ulrika (Jan-Olofs dotter) | Säsong 3      |
| Leif Andrée         | Badvakt                   | Säsong 5      |
| Per Svensson        | Andreas                   | Säsong 4      |
| Thérèse Brunnander  | Gertrud                   | Säsong 2–3    |
| Tomas Tivemark      | Krister                   | Säsong 1, 4–5 |

## Säsong 1
| Skådespelare       | Karaktär          | Avsnitt               |
| ------------------ | ----------------- | --------------------- |
| Kajsa Ingemarsson  | Fredriks chef     | Tillökning i familjen |
| Gustav Levin       | Konsulten         | Konsulten             |
| Håkan Fürst        | Polis             | Konsulten             |
| Johan Galva        | Polis             | Konsulten             |
| Henrik Hjelt       | Spekulanten       | Psykologen            |
| Tintin Anderzon    | Katarina          | Psykologen            |
| Johan Svangren     | Tidningsbudet     | Tidningsbudet         |
| Anki Albertsson    | Karin             | Larmet går            |
| Per Svensson       | Larminstallatören | Larmet går            |
| Bengt Blomgren     | Ordförande        | Valet                 |
| Elise Höök         | Fru Ohlsson       | Valet                 |
| Tuvalisa Rangström | Åsa               | Valet                 |
| Ulf Eklund         | Börje             | Valet                 |
| Dan Linde          | Carlsson          | Cypern                |
| Johan Skarhed      | Loffe             | Cypern                |
| Per Byren          | Janne             | Cypern                |
| Anna-Lena Hemström | Lena              | Sitt rätta jag        |
| Tom Fjordefalk     | Philipe           | Systern               |

## Säsong 2
| Skådespelare              | Karaktär          | Avsnitt                     |
| ------------------------- | ----------------- | --------------------------- |
| Per Moberg                | Martin            | Inredarna                   |
| Thomas Hanzon             | Åke               | Inredarna                   |
| Anna Eklund               | Angelika          | Konstkursen                 |
| Peter Hüttner             | Läraren           | Konstkursen                 |
| Amanda Cohen              | Barnen            | Fredrik och Cilla separerar |
| Hans Nyberg               | Bibliotekarierna  | Fredrik och Cilla separerar |
| Jane Wigstrand            | Föräldrarna       | Fredrik och Cilla separerar |
| Jesper Adefelt            | Barnen            | Fredrik och Cilla separerar |
| Mattias Konnebäck         | Bibliotekarierna  | Fredrik och Cilla separerar |
| Mikael Tornving           | Bibliotekarierna  | Fredrik och Cilla separerar |
| Stig Wigstrand            | Föräldrarna       | Fredrik och Cilla separerar |
| Anders Ferm               | Budkillen         | Fredriks pånyttfödelse      |
| Carl-Magnus Dellow        | Direktören        | Fredriks pånyttfödelse      |
| Ramon Sylvan              | Tulltjänsteman    | Fredriks pånyttfödelse      |
| Ulf Kvensler              | Jehovas vittnen   | Fredriks pånyttfödelse      |
| Åsa Fång                  | Jehovas vittnen   | Fredriks pånyttfödelse      |
| Jerry Williams            | Sig själv         | Nya grannen                 |
| Marget Karlsson           | Granntanterna     | Nya grannen                 |
| Ulla-Britt Norrman-Olsson | Granntanterna     | Nya grannen                 |
| Cilla Thorell             | Klara             | Arbetssökarkursen           |
| Mathias Henrikson         | Direktören        | Arbetssökarkursen           |
| Birgitta Dia-Tsi-Tay      | Jeopardy tävlande | Jeopardy                    |
| Joakim Gräns              | Jeopardy tävlande | Jeopardy                    |
| Magnus Härenstam          | Sig själv         | Jeopardy                    |
| Anders Parmström          | Sig själv         | Nya sporter                 |
| Victor de Wendel          | Grabben           | Nya sporter                 |
| Hanna Holmquist           | Sara              | Göra slut                   |
| Inga Sarri                | Svärföräldrar     | Göra slut                   |
| Sten Ljunggren            | Svärföräldrar     | Göra slut                   |
| Isabell Sollman           | Katinka           | Matlagningskursen           |
| Jan Nygren                | Rune              | Matlagningskursen           |

## Säsong 3
| Skådespelare         | Karaktär           | Avsnitt                 |
| -------------------- | ------------------ | ----------------------- |
| Elisabet Svensson    | Grannfrun          | Cilla åker till Norge   |
| Fredrik Hammar       | Pappan             | Cilla åker till Norge   |
| Zowi Starke          | Jultidningsflickan | Cilla åker till Norge   |
| Lotta Ramel          | Mamman             | Sex, lögner & videoband |
| Claes Ljungmark      | TV producenten     | Jag: Fredrik            |
| Lena B Eriksson      | Valerie            | Jag: Fredrik            |
| Ann-Sofie Rase       | Anna-Charlotta     | Den omoraliske Jan Olof |
| Anders Nyström       | Sifo Farbrorn      | Cilla & Bødvar          |
| Rachel Mohlin        | Marie              | Cilla & Bødvar          |
| Vanna Rosenberg      | Sussie             | Bara vara vänner        |
| Denize Karabuda      | Hotellchefen       | Oh mama                 |
| Johan Wahlström      | Kunden             | Oh mama                 |
| Jan Mybrand          | Optikern           | 071-nummer              |
| Alexander Pettersson | Praopolarna        | Fredriks prao           |
| Challe Berglund      | Sig själv          | Fredriks prao           |
| Erik Johansson       | Robin              | Fredriks prao           |
| Filip Tallhamn       | Praopolarna        | Fredriks prao           |
| Nichlas Falk         | Sig själv          | Fredriks prao           |
| Håkan Wallbom        | Ivans pappa        | Konnässören             |
| Ivan M Pettersson    | Ivan               | Konnässören             |
| Sofia Bach           | Amanda             | Anton fyller år         |
| Kjell Dabrowski      | Sig själv          | Svart eller vitt        |
| Lars Lundblad        | Andreas            | Svart eller vitt        |
| Lennart Ekdal        | Sig själv          | Svart eller vitt        |
| Jonas Andersson      | Sig själv/Vakt     | Svart eller vitt        |

## Säsong 4
Återstår att införa.

## Säsong 5
| Skådespelare    | Karaktär            | Avsnitt    |
| --------------- | ------------------- | ---------- |
| Annika Hallin   | Stojanka            | Avsnitt 1  |
| Rolf Sohlman    | Centerpartist       | Avsnitt 1  |
| Eva Röse        | Johanna             | Avsnitt 5  |
| Stephan Karlsén | Hasse               | Avsnitt 6  |
| Bo Höglund      | Cillas gamla kompis | Avsnitt 7  |
| Conny Andersson | Watski-killen       | Avsnitt 11 |
| Lars Amble      | Cillas pappa        | Avsnitt 11 |
| Magnus Eriksson | Präst               | Avsnitt 11 |
| Sanna Ekman     | Mia                 | Avsnitt 11 |
| Fredrik Dolk    | Fredriks chef       | Avsnitt 12 |